# Jon Davidson
Jonathan Stewart Davidson (sinh ngày 1 tháng 3 năm 1970) là một cựu cầu thủ bóng đá người Anh thi đấu ở vị trí hậu vệ ở Football League cho Derby County, Preston North End và Chesterfield. Ông cũng thi đấu cho nhiều đội ở bóng đá non-league, đáng chú ý là Dagenham & Redbridge.